# Estação Xinwuri
Xinwuri (chinês: 新烏日, pinyin: Xīnwūrì, lit. ‘Nova Wuri’) é uma estação ferroviária no distrito de Wuri, Taichung, Taiwan, servida pela Taiwan Railways. É conectada à estação Taichung da THSR e à estação Taichung HSR do metrô de Taichung.